# Perlinella drymo
Perlinella drymo és una espècie d'insecte plecòpter pertanyent a la família dels pèrlids.

## Hàbitat
En el seu estadi immadur és aquàtic i viu a l'aigua dolça, mentre que com a adult és terrestre i volador.

## Distribució geogràfica
Es troba a Nord-amèrica: el Canadà (el Quebec i Nova Escòcia) i els Estats Units (Alabama, Arkansas, Connecticut, el districte de Colúmbia, Florida, Geòrgia, Iowa, Illinois, Indiana, Kansas, Kentucky, Louisiana, Massachusetts, Maryland, Maine, Michigan, Minnesota, Missouri, Mississipi, Carolina del Nord, Nou Hampshire, Nova Jersey, Nova York, Ohio, Oklahoma, Pennsilvània, Carolina del Sud, Tennessee, Texas, Virgínia, Wisconsin i Virgínia de l'Oest).